# Ismael Bielich Flores
Ismael Adriano Roman Bielich Flores (Lima, 28 de febrero de 1897 – Lima, 28 de abril de  1988), fue un abogado, político y catedrático universitario peruano. Inició su militancia política en filas del aprismo. Durante el gobierno de  José Luis Bustamante y Rivero fue ministro de Justicia (1945 - 1946) y ministro interino de Relaciones Exteriores (1946). Fue también senador de la República (1956-1962) y uno de los miembros fundadores de Partido Demócrata Cristiano en 1955.

## Biografía
Perteneció a una familia de ascendencia croata. Cursó estudios de Derecho en la Universidad Nacional Mayor de San Marcos y se graduó de abogado. Ofició de defensor de Víctor Raúl Haya de la Torre, cuando éste fue arrestado el 6 de mayo de 1932, acusado del delito de rebelión, luego del atentado contra el presidente Luis Sánchez Cerro ocurrido en Miraflores por obra del joven aprista José Melgar. Más tarde, Bielich fue secundado en la defensa de Haya por los doctores Manuel J. Rospigliosi y Alfredo Elmore.
Fue secretario nacional de política del partido aprista en 1934, siendo apresado sin causa alguna a raíz del asesinato de Antonio Miró Quesada de la Guerra en 1935. Posteriormente, Haya le encomendó a que tomara contacto con las fuerzas políticas democráticas a fin de formar un frente electoral con miras a suceder al presidente Óscar R. Benavides, pero estando en esa labor estalló en Lima la intentona aprista conocida como la Revolución del Agustino. Decidió entonces apartarse del APRA, pues era evidente que Haya jugaba simultáneamente a dos cartas: una legal y otra subversiva.
En el gobierno de José Luis Bustamante y Rivero fue Ministro de Justicia (1945 - 1946), y ministro interino de Relaciones Exteriores, de 31 de mayo a 26 de junio de 1946, y de 5 a 13 de agosto del mismo año, por ausencia del titular, Enrique García Sayán.
Integró el comité nacional de coordinación del Movimiento Democrático Nacional, de tendencia social demócrata, que fuera impulsado por el mismo presidente Bustamante a fin de dar solución al problema planteado en el Congreso por el receso o el ausentismo de los parlamentarios. El plan de Bustamante era convocar a un Congreso Constituyente integrado por los congresistas no opositores electos en 1945 y un número adicional elegido por lista incompleta y en distrito electoral único. Este proyecto no se concretó, pues poco después se produjo el golpe de Estado del 3 de octubre de 1948, encabezado por el general Manuel A. Odría.
En las postrimerías del gobierno de Odría, Ismael Bielich se contó entre los miembros fundadores del Partido Demócrata Cristiano, junto con Héctor Cornejo Chávez, Mario Polar, Luis Bedoya Reyes, Roberto Ramírez del Villar, y otros.  Resultó elegido senador por Lima para el período 1956-1962. También se desempeñó como catedrático de Derecho en la Universidad Nacional Mayor de San Marcos. Por razones de salud dejó el claustro universitario en 1964.